# Billbergia macrolepis
Billbergia macrolepis är en gräsväxtart som beskrevs av Lyman Bradford Smith. Billbergia macrolepis ingår i släktet Billbergia och familjen Bromeliaceae. Inga underarter finns listade i Catalogue of Life.